# Arandaspis
Arandaspis ("podle kmene Arandů") je vyhynulý rod bezčelistného rybovitého obratlovce, žijící v období prvohorního ordoviku (asi před 480 až 465 miliony let). Fosilie tohoto primitivního obratlovce byly objeveny v Alice Springs na severu Austrálie (lokalita Mt. Watt či Stairway Sandstone). V současnosti je rozlišován typový druh A. prionotolepis formálně popsaný v roce 1977 a další zatím nepopsaný druh A. sp.

## Popis

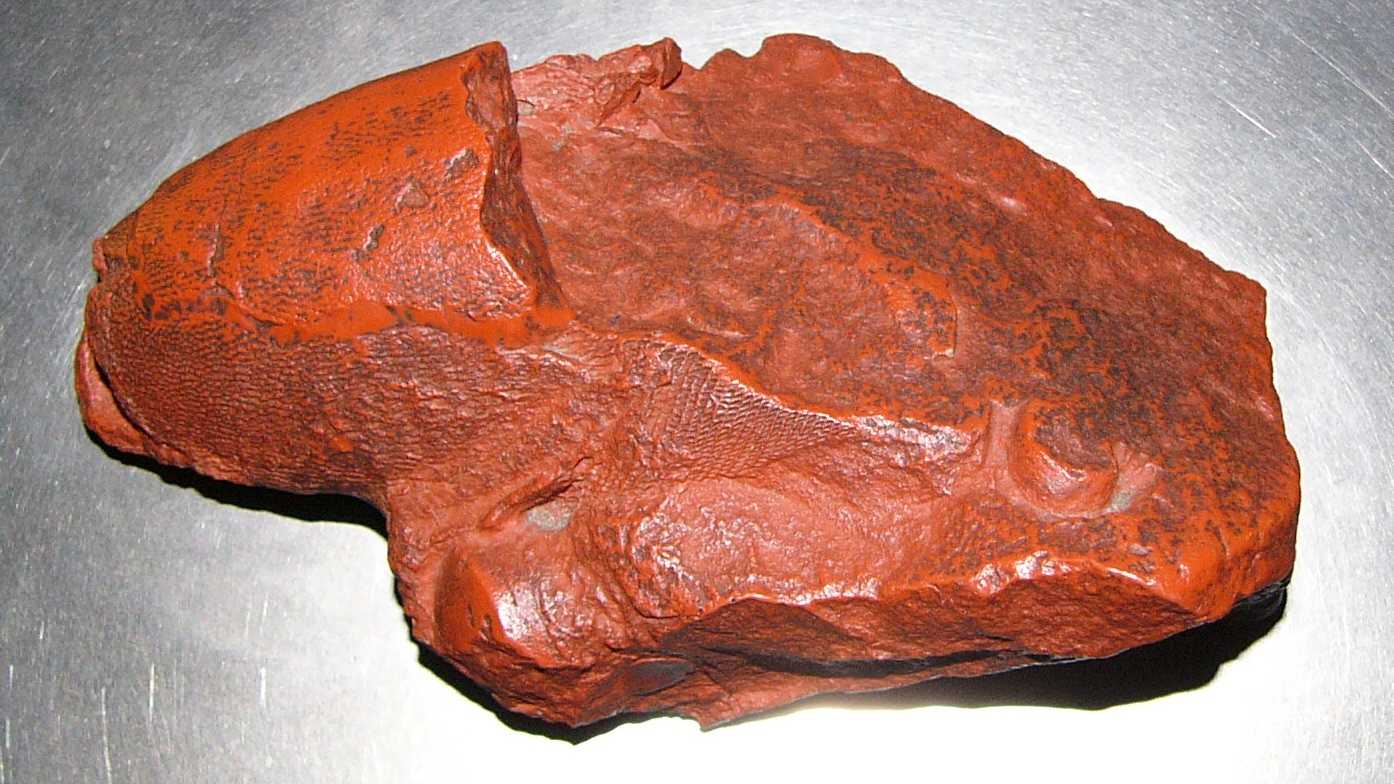
Fosilie druhu Arandaspis prionotolepis

Arandaspis dosahoval délky kolem 15 centimetrů, měl proudnicovité tělo bez výrazných výběžků a byl pokrytý tvrdými dermálními štítky, které sloužily jako přirozené brnění. Hlavový štít byl perforovaný pouze kvůli otvorům pro oči, nozdry a žábry. Vzhledem k absenci ploutví se zřejmě pohyboval za pomoci ocasu podobným způsobem, jako dnešní pulci. Jeho potravou byl nejspíš organický detritus.